# Vangama picea
Vangama picea är en insektsart som beskrevs av Wang och Li 1999. Vangama picea ingår i släktet Vangama och familjen dvärgstritar. Inga underarter finns listade i Catalogue of Life.